# Javier Rondón
Javier Rondón (Valera, Venezuela; 21 de febrero de 1959-Maracaibo, Venezuela; 8 de mayo de 2021) fue un actor, dramaturgo, titiritero, ceramista, escritor y crítico de arte venezolano. Es el coautor de la letra del Himno de Maracaibo.

## Biografía
Jesus Javier Rondón Paz nació en Valera (estado Trujillo) el 21 de febrero de 1959. Su padre era productor agrícola y fijó su residencia familiar en la ciudad de Maracaibo, cuando Javier era apenas un niño. Desde la adolescencia se inició en el arte, específicamente a los 16 años como titiritero y posteriormente como artista visual, donde tuvo amplia trayectoria en diferentes modalidades de las artes plásticas (artes del fuego, diseño teatral, escultura y nuevas tendencias). Es considerado uno de los ceramistas más importantes de Venezuela. Fue alumno de Alicia Benamú en el Taller Libre de Cerámica de la Academia de Bellas Artes y fundador del taller de cerámica Piedra de Ojo con Adolfo Morales.
Desarrolló desde 1990 la serie «Apoteosis del Papel», propuesta plástica contemporánea de la cual forman parte: «Atlantes», acción poética para el II Salón del Reciclaje del IMAU (1990); «Hojeda», instalación efímera para el XVII Salón de Aragua (1992) y «Ciudad», acción-instalación. Esos trabajos han merecido los elogios de Roberto Guevara, Laura Antillano y Milagros Socorro, entre otros. Obtuvo varios premios en salones de artes visuales, como el premio de pintura Emerio Darío Lunar en el II Salón Lagoven de Artes Visuales (1995), por su obra El entierro del conde de Orgaz, por la transformación y reinterpretación contemporánea de una obra maestra, traducida a materiales innovadores que enriquecen con espacios y texturas el intertexto de origen. Diseñó la escultura que entregó la Sociedad Dramática de Maracaibo como Premio a las Artes Lía Bermúdez.
Fue egresado de la Escuela de Teatro Inés Laredo en 1981, ha sido miembro del grupo Teatro Ambulante Molière del Centro Venezolano Francés, alumno de los talleres de expresión corporal de Zulema Moret y de Ana Corti, integrante del Taller de Expresión Primitiva, miembro fundador del grupo Gente de Teatro de Maruja Fernández, su maestra de teatro, agrupación con la cual participó en diferentes montajes. Docente de la Escuela de Teatro Inés Laredo, fue fundador y director del grupo Teatro Abierto.
Realizó diseños para las obras teatrales: Edipo Rey, Farsas comedias, Cerco, Son Caribe, Aventuras de Pedro Rimales y Picardías de Scapín, espectáculos de la Sociedad Dramática de Maracaibo, bajo la dirección de Enrique León. Igualmente realizó utilería o escenografía para Danza Contemporánea de Maracaibo, Compañía Regional de Teatro, Compañía Danzarte, Compañía de la Escuela Inés Laredo y otros grupos teatrales de la región. Por esta labor se le concedió el Premio Regional de Teatro, mención escenografía.
Fue participante en el Taller de Capacitación para Animadores Culturales (Plan Sebucán), miembro del Taller Literario del Centro de Bellas Artes (Coordinado por Néstor Leal). En 1996 y en 2007 obtuvo la condecoración Armando Reverón, conferida por la Secretaría de Cultura del estado Zulia. También recibió la Orden Mérito al Trabajo en Segunda Clase, conferida por el Ministerio del Trabajo en el Día Nacional del Teatro (2006); Premio Aura Morán como Mejor Director, otorgado por la Dirección de Cultura de la Universidad del Zulia y Grupo Teluz. (2004) y la Orden Rafael María Baralt a las Artes Escénicas por el área de Teatro (2016), concedida por la Fundación Teatro Baralt.
Fue Director de la Escuela de Teatro Inés Laredo (2007-2009), ocupó el cargo de escenógrafo en la Escuela de Títeres del Zulia y el Grupo Garabato. Fue coordinador artístico del Teatro Nacional Juvenil Núcleo Zulia. Participó en numerosos espectáculos como escenógrafo y diseñador con las compañías Sociedad Dramática de Maracaibo, Danza Contemporánea de Maracaibo, Acción Creativa, Grupo Mampara y muchas otras.
Trabajó en la dirección de arte en algunas producciones cinematográficas regionales de los realizadores Ricardo Ball, Jesús Moreno y Jacobo Penzo, entre otros. Paralelamente, ha tenido un sostenido trabajo en las artes plásticas desde sus inicios en la escultura con la profesora Iraida Rondón. Creador y coordinador del ciclo de teatro leído “Lectura en voz alta” con el grupo “La Caléndula”. Creador y coordinador de los ciclos “Teatro Leído” en la sala “Sergio Antillano” del Teatro Baralt y “Miércoles de Monólogos” en el Centro de Bellas Artes de Maracaibo.
Fue docente y miembro de la Comisión Organizadora y de la Coordinación General del I Seminario “Dimensiones y diversiones del teatro”, realizado en el CAM-LB en marzo de 2005 y organizado por el Centro de Producción Escénica “Actores de la ciudad”, Federación Latinoamericana de Semiótica y Universidad del Zulia. Docente invitado por la Universidad Católica Cecilio Acosta para impartir el Módulo Teatro en el Diplomado “Enseñanza de la educación estética en el aula de clases”.
Fue presidente fundador del Centro de Producción Escénica “Actores de la ciudad”. Se desempeñó como Profesor Invitado de la Escuela de Artes Escénicas y Audiovisuales de la Facultad Experimental de Arte de la Universidad del Zulia, impartiendo clases de dirección escénica, crítica teatral y otras.
Dirigió numerosos espectáculos de autores diversos, como Tennessee Williams, Federico García Lorca, Molière, Shakespeare, M. Maeterlinck, Julio Garmendia, Antonio Arráiz, Román Chalbaud y Rafael Alberti, entre otros, en producciones de las agrupaciones Acción Creativa, Comediantes de Maracaibo, Escuela de Teatro Inés Laredo, Compañía Nacional de Teatro, Actores de la Ciudad, Tente Empie danza-teatro, Commedia del Lago y otras más. Fue promotor y activo participante en innúmeros eventos e iniciativas para el desarrollo y promoción del teatro en Maracaibo.
Fue autor e ilustrador de conocidos libros para niños, entre ellos El sapo distraído, publicado por EKARÉ y reeditado numerosas veces, el cual ha sido traducido al inglés y publicado en diversos formatos por prestigiosas editoriales norteamericanas, colombianas, españolas, mexicanas y venezolanas; que es utilizado en los Estados Unidos en los programas oficiales de educación, en inglés y en español. Con este libro participa en Venezuela y en México en diversos talleres y programas de formación de maestros y promoción de la lectura; además de haber sido seleccionado por el International Board of Books for the Young (IBBY) entre los 10 mejores libros para niños publicados en castellano en 1989; y tiene más de diez ediciones en formato original y su propia guía de lectura.
Las Acciones Poéticas de Javier Rondón y sus intervenciones urbanas han sido tema de una ponencia presentada por la escritora Zulema Moret en el Congreso Internacional de América Latina celebrado en Dallas, Texas, en marzo de 2003. En diciembre de 2012, estrenó su obra Bifronte, montada por el grupo Acción Creativa; la codirigió con Silvia Martínez, en el Teatro Baralt de Maracaibo; esta pieza fue ganadora de la convocatoria del proyecto “Teatro para todos los venezolanos /24 coproducciones” que la Compañía Nacional de Teatro abrió en todo el país; además se presentó en Los Puertos de Altagracia y en Caracas, con gran éxito de público y de la crítica especializada.
Fue coautor de la letra del Himno del municipio Maracaibo del estado Zulia (2016) junto con Enrique Romero, cuya música es de Ramón Araujo. Autor del monólogo La mujer de la nueva era, el cual fue estrenado bajo su dirección en el  Jack Theater Clinton Hill, de Brooklyn,  el  15, 16 y 17 de septiembre de 2016, con la interpretación de la actriz zuliana Laura Petit. Mantiene inéditos dos libros de piezas teatrales.
Falleció el 8 de mayo de 2021 en Maracaibo por complicaciones ocasionadas por el COVID-19.

## Himno de Maracaibo
Himno del municipio Maracaibo
(Letra de Enrique Romero y Javier Rondón)

Maracaibo es Caribe, y su paisaje
es bravo sol, es horizonte abierto;
es puerto en que conviven los linajes
antiguos en armónico concierto.
I
Es esforzado Hoy, gloria de Ayer,
es reto indetenible del Mañana;
es cuna de mujeres de saber,
de hombres de ciencia y de pensar profundo,
de músicos, de atletas y de artistas
que a su ciudad prestigian por el mundo.

II
Su Lago, de fulgores constelado,
fue de la Patria pila de bautizo:
aquí obtuvo su nombre; aquí también
el yugo entre sus aguas se deshizo
y el deslumbrante Sol es su medalla:
premio de luz por la naval batalla.

III
Sobre el originario asentamiento
tres veces Maracaibo fue fundada.
La sangre original fue transformada
por Isabel y Alonso en su aposento:
unión de lo diverso y nuevo, como
el rostro de la América que somos.

## Libros editados
- Juguemos con la sombra. Caracas: Biblioteca de Trabajo Venezolano, Cooperativa Laboratorio Educativo, 1983, p. 30.
- Esa eterna fantasía de volar. (En colaboración con Zulema Moret). Colección Crear, Jugar y Aprender. N.º 43. Caracas: Biblioteca de Trabajo Venezolana, 1984.
- Historia de una hoja de papel. (En colaboración con Zulema Moret). Colección Crear, Jugar y Aprender. N.º 45. Caracas: Biblioteca de Trabajo Venezolana, 1985.
- El sapo distraído. Caracas: Ediciones Ekaré, Banco del Libro, 1988. (Ilus. de Marcela Cabrera). 2.ª. edición: 1990. 3.ª. edición: 1991. 4.ª. edición: 1992. (Existen ediciones norteamericanas, en inglés publicada por la Editorial «Harcourt and Brace Jovanovich» y en español, en la antología preparada por los editores «Hougthon Fifflin Company», ambas forman parte de los programas oficiales de educación primaria norteamericanos correspondientes a las dos lenguas): Mc. Graw-Hill. New York, 1999. (en formato Big Book). Traducido como: The absent-minded toad. Kane/Miller Book Publishers, Brooklyn-La Jolla. California. Traducción de Kathryn Corbett. (Utilizado en los programas oficiales de educación de los EE. UU., tanto en inglés como en español). Publicado en diversos formatos por diversas editoriales de México y Norteamérica, entre ellas: Mcgraw-Hill, Harcourt & Brace, Hougthon Mifflin Co., Computer Curriculum Corp., Scholastic Inc., Secretaría de Educación Pública de México/Comisión Nacional de Lectura, Editorial Colofón, y otras.
- La campana y el yelmo. Historia de Galaín de las Montañas. Caracas-Maracaibo: Angria Ediciones/ CONAC/ CORPOZULIA, 1997, p. 56, ilus. de Astur de Martino.
- Kaarai el alcaraván  Leyenda wayüu relatada por Romer Urdaneta (Ilustrado por Javier Rondón) Editorial Tinta, Papel y vida. Caracas, 1998.  (Edición exclusiva para el programa “Bibliotecas de aula”).
- Plátano Bombón y otras piezas. Maracaibo: Ediciones del Movimiento, 2015, p. 51. (Colección de Dramaturgia Chucho Pulido).[10]

## Exposiciones de Artes Plásticas
- 1987: Escultura cerámica. 700 Tienda de Arte. Maracaibo.
- 1989: Dramatis Personæ. Galería Sociedad Dramática de Maracaibo. Rakú /Taller Piedra de Ojo. Facultad de Arquitectura. Universidad del Zulia. Maracaibo.
- 1986: Primero el Barro / Taller Piedra de Ojo. Sala Puchi Fonseca, Secretaría de Cultura del Estado Zulia. Maracaibo.
- 1987: Las formas del fuego / Taller Piedra de Ojo. Galería Julio Árraga. Secretaría de Cultura del Estado Zulia Maracaibo.
- 1988: Tres elementos/ Taller Piedra de Ojo. Tienda de Arte Tierruca. Maracaibo.
- 1989: Los mejores libros para niños. Banco del Libro. Caracas.
- 1990: II Salón de Arte del Reciclaje. Museo Municipal de Artes Gráficas. Maracaibo.
- 1992: XVII Salón de Arte de Aragua. Museo de Arte Contemporáneo de Maracay Mario Abreu. Maracay.
- 1995: II Salón Lagoven de Artes Visuales. Centro de Arte de Maracaibo Lía Bermúdez; II Bienal Barro de América, Centro de Arte de Maracaibo Lía Bermúdez.
- 1996: Salón Ser Escultor. 700 Tienda de Arte.
- 1998: El Sol, más que calor. Centro de Arte de Maracaibo Lía Bermúdez; Arte Sacro, Homenaje al Cristo Negro. Sala Julio Árraga, Secretaría de Cultura del Estado Zulia; III Bienal Barro de América “Roberto Guevara”. Centro de Arte de Maracaibo Lía Bermúdez.
- 1999: San Sebastián, Patrono y Mártir. Centro de Arte de Maracaibo Lía Bermúdez;  Versiones de la Tablita. Galería Pequeño Formato, Centro de Bellas Artes de Maracaibo; II Mirada al Lago. Espacios exteriores del Centro de Arte de Maracaibo Lía Bermúdez.
- 2000-2001: Nuevos Rostros de la Plástica Nacional. Centro para las Artes Arturo Michelena, Caracas, Centro de Arte de Maracaibo Lía Bermúdez y Casa de la Cultura de San Cristóbal.
- 2001: Permanente materia flotante. Colectiva en homenaje a Francisco Hung. Universidad Cecilio Acosta; IV Bienal Barro de América. Centro de Arte de Maracaibo Lía Bermúdez.
- 2003: Salón de Artistas del Zulia. Centro de Bellas Artes, Museo de Arte Contemporáneo del Zulia, Centro de Arte Lía Bermúdez, Sala Julio Árraga de la Secretaría de Cultura.
- 2004: El Objeto: representación y  presencia. Museo de Arte Contemporáneo de Maracaibo MACZUL.
- 2004-2005: V Edición Barro de América. Centro de Arte Lía Bermúdez.
- 2005: Megaexposición. Museo de Arte Contemporáneo del Zulia MACZUL / MBA Museo de Bellas Artes de Caracas. Certamen Mayor de las Artes Visuales. Sala Julio Árraga. Secretaría de Cultura del Estado Zulia.
- 2007: Vanguardias Contemporáneas. Arte zuliano de los ’80 y ’90 tempranos. Museo de Arte Contemporáneo del Zulia MACZUL.
- 2015: Conexiones. La línea y el fragmento. Centro de Arte de Maracaibo Lía Bermúdez.